# Giba
Giba – miejscowość i gmina we Włoszech, w regionie Sardynia, w prowincji Sud Sardegna. Graniczy z Piscinas, San Giovanni Suergiu i Tratalias.
Według danych na rok 2004 gminę zamieszkiwało 2078 osób, 61,1 os./km².